# Angelika Hartung
Angelika Hartung, auch Angelika Atzorn, (* 25. Mai 1948 in Varel) ist eine deutsche Schauspielerin.

## Leben
Hartung spielte sowohl in nationalen als auch in internationalen Produktionen mit. So ist sie in den USA auch als Angelika Atzorn bekannt.
Sie ist seit 1976 mit Robert Atzorn verheiratet und hat mit diesem zwei Söhne. Einer davon ist Jens Atzorn, ebenfalls als Schauspieler tätig.
1993 spielte Angelika Hartung auch in der ARD-Produktion „Der kleine Vampir – Neue Abenteuer“ mit.

## Filmografie (Auswahl)
- 1972: Wir 13 sind 17 (Fernsehserie, 1 Folge)
- 1982: Anderland (Fernsehserie, 1 Folge)
- 1985: Unsere schönsten Jahre (Fernsehserie, 1 Folge)
- 1987: Derrick (Fernsehserie, 1 Folge)
- 1987: SOKO München (Fernsehserie, 1 Folge)
- 1991: Eine Dame mit Herz, teils bitter, teils süß (TV-Film)
- 1992–1996: Unser Lehrer Doktor Specht (Fernsehserie, 8 Folgen)
- 1993: Wildbach (Fernsehserie, 1 Folge)
- 1993–1994: Der kleine Vampir – Neue Abenteuer (Fernsehserie, 8 Folgen)
- 1994: Tatort – Bienzle und das Narrenspiel
- 1997–2000: Der Kapitän (Fernsehserie, 7 Folgen)
- 1999: Für alle Fälle Stefanie (Fernsehserie, 1 Folge)
- 2001: Vera Brühne
- 2002: Forsthaus Falkenau (Fernsehserie, 1 Folge)
- 2007: Afrika, mon amour